# Margarete Gallinat
Margarete Gallinat, née en 1894, est une gardienne de camps de concentration qui sévit dans différents camps durant la Seconde Guerre mondiale.

## Biographie
Elle est née en province de Prusse-Orientale en 1894. Elle s'engage en avril 1940 après avoir une annonce dans le journal. Elle débute comme gardienne au camp de camp de concentration de Herzogenbusch aux Pays-Bas. En été 1943, elle est envoyée à Ravensbrück.